# Vila fortificada de Perpinyà
La Vila fortificada de Perpinyà és la vila murada, fortificada, medieval d'estil romànic de la vila, després ciutat, de Perpinyà, a la comarca del Rosselló, Catalunya Nord.
Té una forma tendent a ovalada, és a ponent i al sud de la primitiva cellera, situada, aquesta cellera, en els entorns de l'actual catedral de Sant Joan Baptista. Els seus límits eren en bona part al nord-oest i nord la riba dreta de la Bassa, i a llevant, el còrrec que davallava del Puig dels Teixidors, o de Sant Jaume (els actuals carrers de la Universitat, del Rec i del Baluard de Sant Domènec. Pel sud delimitava la vila medieval el Rec Comtal, que, aproximadament, resseguia els actuals carrers dels Agustins, de la Fusteria i de Sant Salvador (ara Émile Zola, el darrer). Aquests límits coincideixen amb els de la parròquia de Sant Joan.

## Història
Els comtes de Rosselló tingueren la primera residència a Castell Rosselló, primitiu cap i casal del Rosselló. Perpinyà és esmentada per primer cop el 927, villa Perpinianum. Entre el 961 i el 974, adquiriren la major part de l'alou de Perpinyà, i possiblement el 991, moment en què esdevé comte Guislabert I (mort el 1013), fixa la residència comtal a Perpinyà. El lloc on es va emplaçar el primitiu Palau Comtal de Perpinyà era al costat nord-oest de l'actual catedral de Sant Joan Baptista, al lloc on hi hagué més tard l'Hospital de Sant Joan i encara més tard la Cité Bartissol.

### La primera vila fortificada: la cellera
Els primers temps, la vila de Perpinyà estava arraïmada en la seva cellera, a l'entorn de la seva església parroquial, Sant Joan el Vell, el Palau Comtal i l'Hospital de Sant Joan; la vila s'estenia al sud d'aquests edificis, en un espai que actualment ocupa gairebé del tot la catedral de Sant Joan Baptista i el Campo Santo. Era un recinte petit, protegit per una murada de la qual no queda res, en l'actualitat. L'ampliació medieval, del segle xii, estengué la vila cap al sud, sud-oest i oest de la cellera primitiva.

### La segona vila fortificada: el barri de Sant Joan
Fou cap a la meitat del segle xii, quan eren comtes de Rosselló Gausfred III i Girard II, que Perpinyà ja havia generat nous barris al voltant de la cellera, i calgué incorporar-los, bastint una nova muralla que els abracés. Així es va definir el traçat de la muralla del segle xii. Dels dos o tres portals de la muralla de la cellera es passà a una muralla que encloïa una superfície una dotzena de vegades més gran. El perímetre s'obria en sis portes principals (les del Vernet o de Na Blanca, més tard anomenada de Nostra Senyora, de l'Eixugador o dels Banys, d'Elna, de Mataturó, de Malloles i del Turó o d'en Ribesaltes. Aquest segon recinte situà dins de la vila closa el Mas de Sant Joan, que era part defora de la cellera primigènia. El seu lloc, molt a prop al sud de l'església de Sant Joan Baptista, encara és marcat avui dia pel carreró del Mas de Sant Joan, que es troba a l'extrem sud-est del carrer del Rellotge, prop de la cantonada amb el del Forn de Sant Joan. A migdia i a llevant d'aquest recinte discorria el Canal del Comte, que en el tram final s'unia al rec, el còrrec que venia del Puig de Sant Jaume, mentre que a ponent i al nord es trobava la Bassa. Així, doncs, aquest segon recinte estava quasi del tot envoltat per cursos d'aigua.
Aquest engrandiment de Perpinyà suposà el seu afermament com a capital del comtat, i l'inici del seu desenvolupament posterior. Es posaren les bases de l'organització municipal (1172, rei Alfons; 1207, Pere I; 1234, Jaume I), l'establiment de mesures per a un creixement industrial i comercial equilibrat (1174: el rei Alfons concedeix a la vila una carta que limita el nombre d'obradors de taules de mercat), s'hi crea el mercat setmanal fix, fins a aquell moment només eventual (el 1134 ja es parla del Mercadal, que possiblement era entorn d'on es troba la Llotja i la creació de pesos i mesures vàlides per a tot el comtat (1095, 1124 i 1220). A Perpinyà, a part del mateix Comte de Rosselló (i de Vallespir, de Conflent i de Cerdanya, segons els moments), residia el veguer, amb jurisdicció sobre tot el comtat, el batlle, representant del comte, jutge civil i criminal i cap de policia, i els membres del consistori municipal: cònsols (quatre en un primer moment, més tard cinc) i prohoms. Els primers cònsols documentats, el 1266, són Guillem Carbó, cònsol en cap, Pere Grimau, Guillem Vola i Bernat Frener. Amb Jaume I es creà el Consell dels Dotze, origen del posterior consell municipal.

### La tercera vila fortificada: la creació de noves parròquies
A partir dels començaments del segle xiii es feu necessària l'ampliació de la vila de Perpinyà, incorporant dins del clos murallat els nous barris que s'havien anat formant, i per als quals Jaume I va crear tres noves parròquies. Una de les raons per a aquesta expansió fou el gran desenvolupament de la indústria tèxtil: els teixidors s'havien anat instal·lant en el turó proper al llatzeret, que més tard fou desplaçat fora muralles, en una població que estava formada per teixidors, paraires, hortolans i jueus, i havien format un extens raval, que fou la base del nou barri i parròquia de Sant Jaume del Puig, la primera de les tres noves parròquies perpinyanenques.

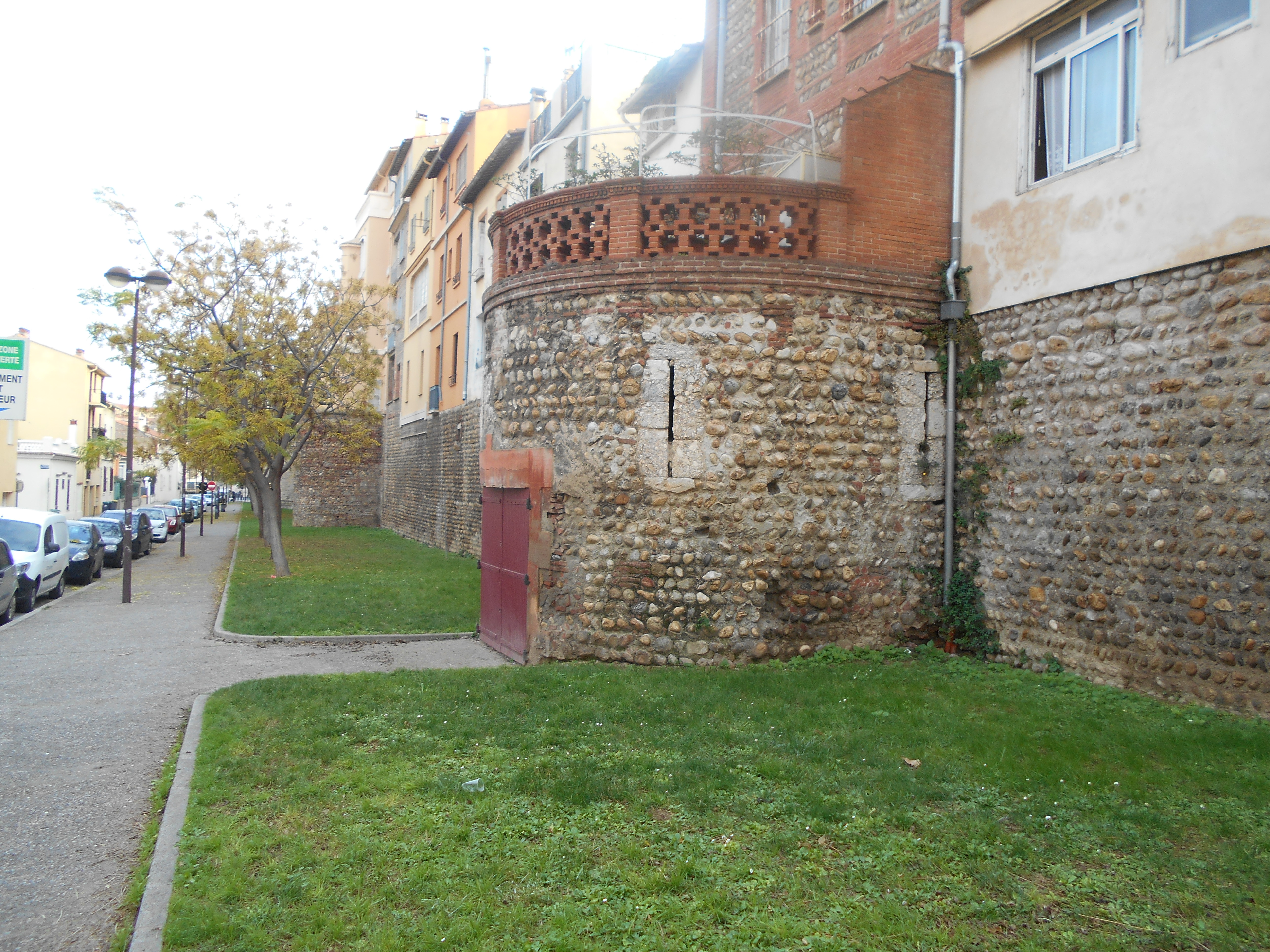
Bestorre de la muralla

Correspon a aquest tercer recinte el tram de muralles conservat al llarg del carrer de Pierre de Ronsard, amb vuit bestorres. Aquestes noves muralles, que abraçaven els barris formats a la Colomina d'en Pere Comte i al territori propietat dels Templers, van incorporar una cinquantena de bestorres, cinc noves portes (la Portella o Portalet dels Jueus, la Portella de la Miranda, o del Puig, o del Ballester, la de Canet, la de Bages, la de les Comes i la de la Trilla, o de les Blanqueries) i el desplaçament de dues de les portes antigues (la d'Elna i la de Malloles, que passà a denominar-se Porta de Sant Martí).

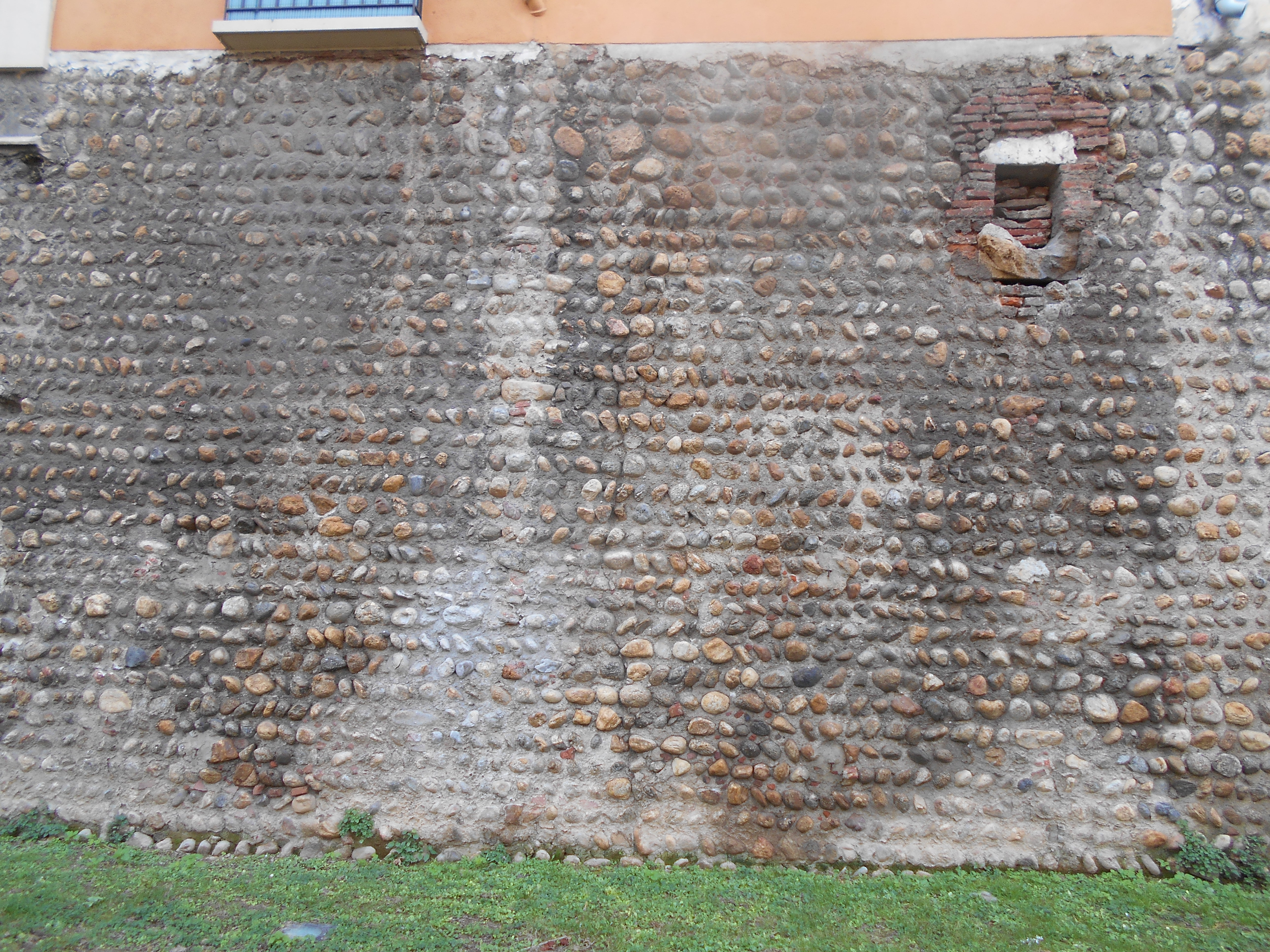
Cortina o llença de muralla

Perpinyà passa, en bona part per iniciativa del mateix Jaume I, a posseir quatre parròquies, amb l'erecció de les noves esglésies parroquials de Sant Jaume del Puig, Santa Maria de la Real i Sant Mateu. La segona d'aquestes esglésies serví, a més, un temps de capella reial, del nou Palau dels Reis de Mallorca, que es va bastir en aquella època. D'aquí el seu apel·latiu de la Real.

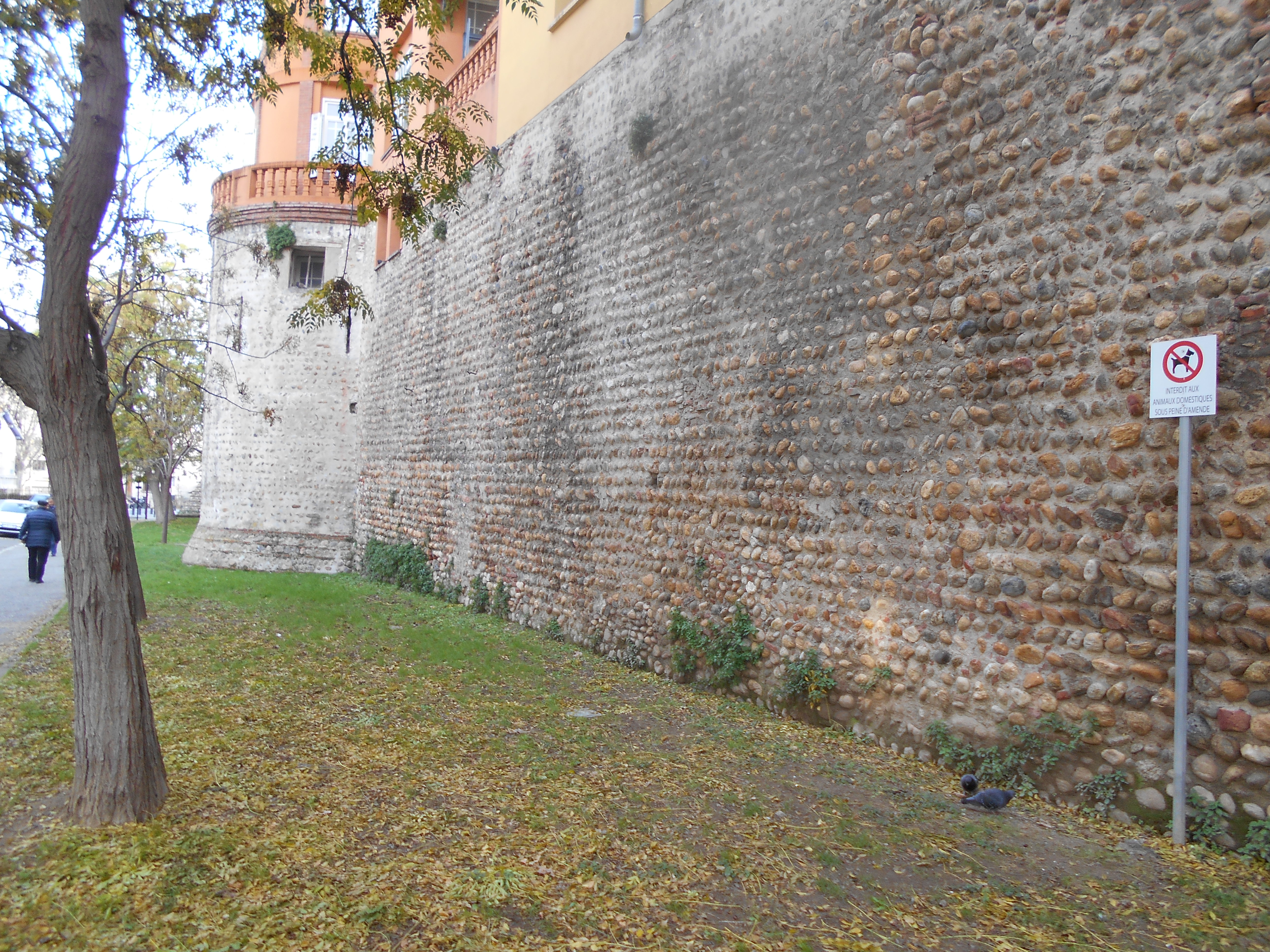
Un altre fragment

Fora del recinte murat quedaren els dos ravals que s'havien anat formant, en bona part per tal d'acollir els obradors d'indústries molestes, com les de tint i les blanqueries o adoberies (els paraires i els teixidors, així com altres artesans, eren poc molestos, a causa que no desprenien les olors provocades per les adoberies o els tints i, per tant, podien ser dins de la vila sense gaires problemes). A l'esquerra de la Bassa, davant mateix i al nord-oest de la vila, es formà la Vila Nova, que més tard seria inclosa dins del recinte murat de Vauban, al segle xvii. Més al nord, a l'extrem meridional del Pont de Pedra que travessava la Tet es forma el raval del cap de pont anomenat de Nostra Senyora, ja que hi havia la capella de Nostra Senyora del Pont, que, tot i dependre de Sant Joan Baptista, assegurava els serveis religiosos d'aquesta part de Perpinyà fora muralles.

## Característiques

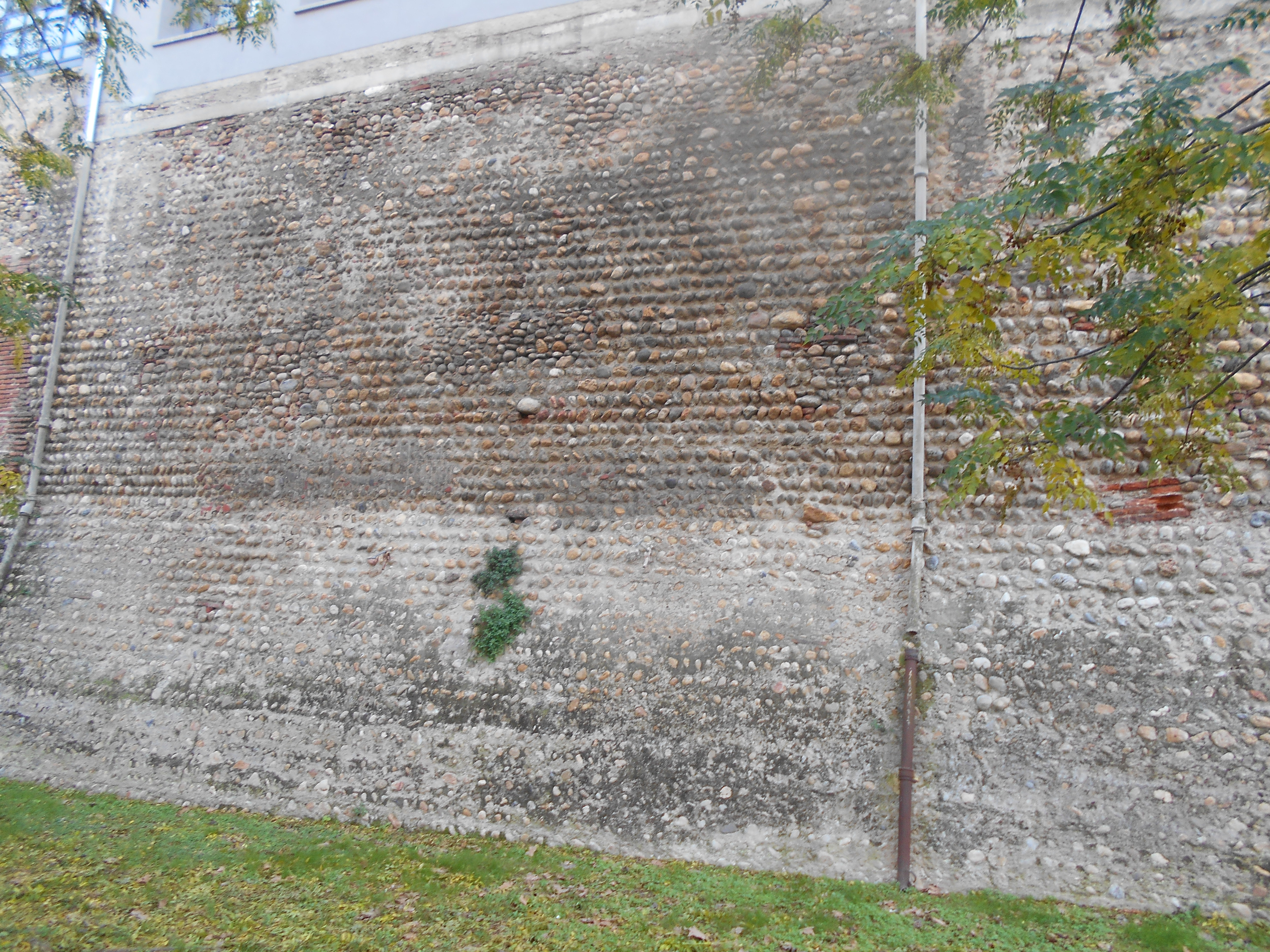
Muralla de Perpinyà de vers el 1300

Tot i que amb les diferències estilístiques i de domini de l'ofici constructiu propi de cada moment històric, la base constructiva de les diferents muralles de Perpinyà fou la mateixa: còdols de riu, bàsicament de la Tet, units amb una argamassa de calç, sorra i aigua i disposats en filades regulars formant espina de peix. Formada per un mur senzill, flanquejat d'una cinquantena de bestorres en el moment de màxima extensió, que queia a plom damunt del fossat que l'envoltava (pel qual circulaven la Bassa i el Rec Comtal), sense els talussos, que foren afegits a finals del segle xv, ni els terraplens, encara més tardans. El 1341 foren afegits a la muralla merlets i nínxols per a situar-hi ballesters i arquers (més endavant, arcabussers). El gruix de la muralla oscil·lava, segons els trams, d'1 metre a 1,60.
Les bestorres conservades assoleixen entre 7 i 10 metres d'alçada, i estan assentades damunt d'un talús d'entre 1,4 i 4 metres. Algunes disposen de sageteres, en nombre variable. Els llenços de muralla arriben en alguns trams als 11 metres d'alçada.